# Mongolische Revolution von 1921
Die Mongolische Revolution von 1921 war ein politisches und militärisches Ereignis in der Äußeren Mongolei, welche zur Machtergreifung der Mongolischen Volkspartei führte und die Grundlage für die Gründung der Mongolischen Volksrepublik legte. Diese „Revolution“ war eng mit den Ereignissen des Russischen Bürgerkriegs und dem Chaos im benachbarten China während der Warlord-Ära verknüpft und stellte eine Art Bürgerkrieg zwischen den mongolischen Kommunisten (unterstützt von Sowjetrussland) und der theokratischen Regierung des Bogd Khan (unterstützt von der Weißen Armee unter Führung von Roman von Ungern-Sternberg) dar. Mit der Unterstützung von Sowjetrussland konnten die Mongolen die Weißen Truppen besiegen. Die Revolution beendete auch die Besetzung der Mongolei durch die chinesische Beiyang-Regierung, die 1919 begonnen hatte. Nach der Revolution blieb die Mongolei bis 1990 ein sowjetischer Satellitenstaat.
Die offizielle mongolische Bezeichnung der Revolution lautet „Volksrevolution von 1921“ oder einfach „Volksrevolution“ (mongolisch: Ардын хувьсгал, romanisiert: Ardyn khuvisgal).

## Ausgangslage

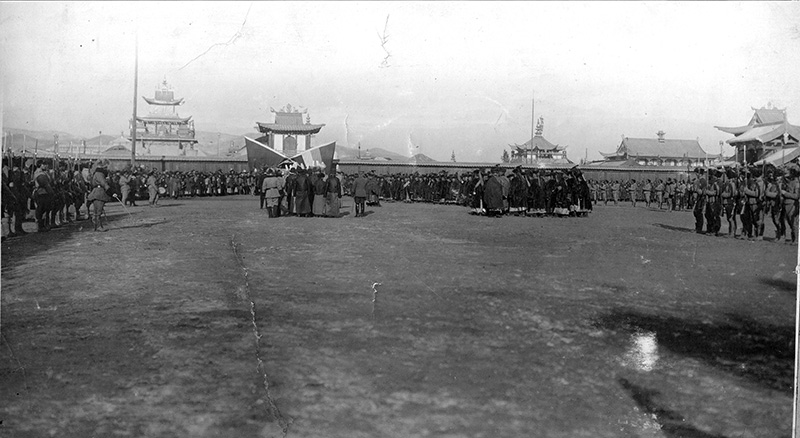
Zeremonie zur Wiedereingliederung der Mongolei in China (1920)

Etwa drei Jahrhunderte lang hatte die Qing-Dynastie – wenn auch mit gemischtem Erfolg – eine Politik der Trennung zwischen den Nicht-Han-Völkern an der Grenze und den Han-Chinesen betrieben. Die Mongolen der Äußeren Mongolei standen seit dem 17. Jahrhundert unter der Autorität des Kaisers von China, behielten jedoch ihre eigene Kultur bei. Im frühen 20. Jahrhundert wurden, als China zunehmend unter Druck durch ausländischer Mächte geriet, vom Qing-Hof Reformen verabschiedet, die eine Sinisierung der Grenzregionen vorsahen. Viele Mongolen sahen in der „Neuen Politik“ eine große Bedrohung für ihre traditionelle Lebensweise und begannen nach der Unabhängigkeit zu streben. Im Juli 1911 überzeugte eine Gruppe von Khalkha-Adligen den Jebtsundamba Khutuktu, das Oberhaupt des mongolischen Buddhismus, dass die Mongolei ihre Unabhängigkeit von der Qing-Dynastie erklären müsse. Sie erklärten sich bereit, eine kleine Delegation nach Russland zu entsenden, um dessen Unterstützung bei diesem Vorhaben zu erhalten.
Im Oktober 1911 brach die Xinhai-Revolution aus, die zum Sturz der Qing-Dynastie führte. Dies ermöglichte der Äußeren Mongolei, die Unabhängigkeit von China zu erklären. Die Republik China tat ihrerseits alles, um die chinesische Souveränität über das Land wiederherzustellen. Russland weigerte sich, die volle Unabhängigkeit der Mongolei zu unterstützen, wollte aber auch der Wiederherstellung der chinesischen Souveränität nicht zustimmen. Die Angelegenheit wurde 1915 durch den dreiseitigen Vertrag von Kjachta (1915) geregelt, der die Autonomie der Mongolei innerhalb des chinesischen Staates vorsah und China die Entsendung von Truppen in die Mongolei untersagte. Die neue mongolische Regierung war eine Verschmelzung von buddhistischer Theokratie, kaiserlichen Gepflogenheiten der Qing und westlichen politischen Praktiken des 20. Jahrhunderts. So hatte der Staat ein Parlament und eine zentrale Armee. Die wahre Macht war allerdings im Bogd Khan vereinigt, dem Oberhaupt des mongolischen Buddhismus.
Der russische Bürgerkrieg änderte die Situation und die Chinesen sahen die Chance gekommen, ihre Herrschaft wiederherzustellen. Eine Gruppe mit dem Bogd Khan unzufriedener Khalkha-Adliger lud dafür die chinesischen Truppen ins Land ein, was die Chinesen als Vorwand benutzten, die Äußere Mongolei zu besetzen und die mongolische Autonomie abzuschaffen. Der Einmarsch in die Mongolei war die Idee des chinesischen Premierministers Duan Qirui, der Chinas Eintritt in den Ersten Weltkrieg eingefädelt hatte. Die Japaner unterstützen dabei die chinesische Invasion, um eine Ausbreitung des Bolschewismus auf die Mongolei zu verhindern. Der pro-japanische Kriegsherr Xu Shuzheng führte die militärische Besetzung der Mongolei an und verstieß damit gegen das von Chen Yi mit den mongolischen Adligen unterzeichnete Abkommen, da er die Mongolei als sein eigenes Lehen nutzen wollte. Es gibt Berichte, dass er dabei als Marionette der Japaner gehandelt haben soll.
Im Jahr 1919 wandte sich Xu Shuzheng in einer herablassenden Rede an den mongolischen Rat der Khans. Im Februar 1920 leitete Xu eine äußerst demütigende Zeremonie, bei der Bogd Khan und andere Mongolenführer gezwungen wurden, vor ihm den Kotau zu machen. Aufgrund der inneren Unruhen in China war die chinesische Herrschaft allerdings nur äußerst schwach. Viele der chinesischen Truppen während der Besetzung waren Tsahar (Chahar)-Mongolen aus der Inneren Mongolei, was ein Hauptgrund für die Feindseligkeit zwischen den Äußeren Mongolen (Khalkhas) und den Inneren Mongolen war, aber die Hauptfeindschaft richtete sich gegen die chinesischen Soldaten, die von der chinesischen Regierung nicht angemessen bezahlt wurden. Dies führte zu massiven Plünderungen und Morden an Mongolen durch chinesische Truppen in Urga und anderswo.

## Ablauf
Ein anfangs unorganisierter mongolischer Widerstand gegen die Chinesen formierte sich. Die erste Gruppe verdankte ihre Existenz vor allem Dogsomyn Bodoo (1885–1922), einem gebildeten, 35-jährigen Lama, der während der Bogd-Khan-Ära im russischen Konsulat in Urga arbeitete. In einer Jurte mit Bodoo wohnte auch Chorloogiin Tschoibalsan (1895–1952), der später als „Stalin der Mongolei“ bekannt wurde. Die Führer der zweiteren Gruppe waren Soliin Danzan (1885–1924), ein Beamter im Finanzministerium, und Dansranbilegiin Dogsom (1884–1939), ein Beamter im Armeeministerium. Ein weiteres, wenn auch damals weniger bekanntes Mitglied war Damdiny Süchbaatar (1893–1923), ein Soldat der mongolischen Armee, der nach seinem Tod von kommunistischen Historikern als „Lenin der Mongolei“ gepriesen wurde. Die Bolschewiki halfen bei der Koordinierung der beiden Gruppen, was zur Gründung der Mongolischen Volkspartei im Juni 1920 führte. Diese verabschiedete ein revolutionäres Programm. Der mongolische Adel sollte von seiner erblichen Macht entbunden und durch eine demokratische Regierung ersetzt werden, an deren Spitze der Bogd Khan als konstitutioneller Monarch stehen sollte. Das Dokument enthielt auch ein Ersuchen um sofortige militärische Unterstützung durch die Russen.

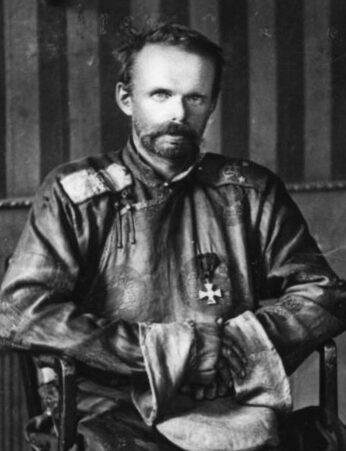
Roman von Ungern-Sternberg

Ein Einmarsch der Weißen Armee in die Mongolei unter dem deutschbaltischen Baron Roman von Ungern-Sternberg veränderte die Situation. Die chinesische Garnison in Urga wehrte den ersten Angriff von Ungern-Sternberg jedoch erfolgreich ab. Die Sowjets entschieden sich deshalb zuerst dazu, nicht einzugreifen. Anfang Februar 1921 startete von Ungern-Sternberg jedoch einen zweiten Angriff. Diesmal war er erfolgreich. Chinesische Soldaten und Zivilisten flohen in Panik aus der Stadt. Ungern-Sternberg setzte den Bogd Khan wieder als Herrscher der Mongolei ein. Die tatsächliche Macht aber übte Ungern-Sternberg selbst aus, dessen Herrschaftsideologie eine Mischung aus russischem Nationalismus und mongolischem Buddhismus war, gepaart mit einem kruden Antisemitismus. Ungern-Sternberg wurde vom Bogd Khan zum Khan ernannt. Seine Herrschaft war allerdings von Gewalt und Plünderungen geprägt, wodurch er die Unterstützung der Bevölkerung verspielte.
Die Nachricht von der Einnahme der Urga durch von Ungern-Sternberg beeinflusst erneut die sowjetischen Pläne. Auf einer Plenartagung der Komintern in Irkutsk am 10. Februar wurde eine formelle Resolution verabschiedet, um den „Kampf des mongolischen Volkes für Befreiung und Unabhängigkeit mit Geld, Waffen und militärischen Ausbildern“ zu unterstützen. Die neue sowjetische Regierung war zuerst bestrebt gewesen, diplomatische Beziehungen zu China aufzunehmen. Sie hatte einen Vertreter nach Peking entsandt; die chinesische Regierung erwiderte dies mit einem eigenen Vertreter in Moskau. Der Hauptgrund für das Zögern der Sowjets, den Mongolen zu offen zu helfen, war die Angst, diese Verhandlungen zu gefährden. Doch Anfang 1921 waren alle Hemmungen, die der offenen sowjetischen Unterstützung der Mongolei entgegenstanden, verschwunden: China setzte im Januar 1921 die Gespräche mit der sowjetischen Regierung aus; die chinesische Regierung schien nicht in der Lage zu sein, mit von Ungern-Sternberg zu verhandeln, und Anfang März hatte sie sowjetische Militärhilfe gegen die Weißgardisten abgelehnt. Zu diesem Zeitpunkt setzten sich die Russen entschlossen für die mongolische Revolution ein.
Der materielle Ausdruck dieses Engagements war ein verstärkter Zustrom von sowjetischen Beratern und Waffen im März an die Mongolische Volkspartei und die Mongolische Revolutionäre Volksarmee. Im März und April wurden sowjetische und Einheiten der Fernöstlichen Republik nach Kjachta verlegt, während die Mongolen die Zahl ihrer Guerillas auf 800 verdoppelten. Von Ungern-Sternbergs Truppen griffen Kjachta Anfang Juni an. Er traf auf eine um ein Vielfaches größere Rotarmistenarmee, und die Weißgardisten wurden unter schweren Verlusten zurückgeworfen. Am 28. Juni überschritt das Hauptexpeditionskorps der Sowjetunion die Grenze zur Mongolei, und am 6. Juli rückten die ersten mongolischen und russischen Einheiten in Urga ein. Von Ungern-Sternbergs Armee, die nun besiegt war, begann zu zerbröckeln. Seine Männer ließen ihn im Stich und er wurde von einem Kommando der Roten Armee gefangen genommen. Die Sowjets richteten ihn noch im selben Jahr hin. Die Kämpfe verlagerten sich daraufhin in die westliche Mongolei, und bis Ende 1921 waren die Weißgardisten entweder vernichtet oder vertrieben worden.

## Folgen
Von den mongolischen Revolutionären wurde 1924 die Mongolische Volksrepublik ausgerufen, die die letzten Spuren der alten theokratischen Herrschaft beseitigte. Bis zur mongolischen Revolution von 1990 blieb die Mongolische Volksrepublik ein Satellitenstaat der Sowjetunion. 1946 erkannte die nationalistische chinesische Regierung die volle Souveränität der Mongolischen Volksrepublik an, doch die KMT-geführte Republik China auf Taiwan zog diese Anerkennung einige Jahre später zurück. Im Jahr 2002 erkannte die Republik China die Mongolei jedoch wieder als unabhängig an.